# Menemerus paradoxus
Menemerus paradoxus là một loài nhện trong họ Salticidae.
Loài này thuộc chi Menemerus. Menemerus paradoxus được Wanda Wesołowska & Antonius van Harten miêu tả năm 1994.